# Radikale Linke Berlin
Die Radikale Linke Berlin (RLB) (Eigenschreibung: radikale linke | berlin) war eine linksradikale, autonome Gruppierung aus Berlin. Sie wurde Ende 2014 gegründet und gab 2022 ihre „inoffizielle Auflösung“ bekannt, nachdem sie seit mehreren Jahren kaum noch wahrnehmbar war.

## Geschichte
Die Radikale Linke Berlin verfolgte das Ziel, organisatorisches Sammelbecken für linke Aktivisten verschiedener Strömungen zu sein, um die Kleingruppenisolation zu überwinden. So versuchten sich dem Verfassungsschutz Berlin zufolge hier ehemalige Mitglieder der Antifaschistischen Linken Berlin und der Antifaschistischen Revolutionären Aktion Berlin gemeinsam zu organisieren.
Ferner bezeichnete es die Verfassungsschutzbehörde als bemerkenswert, dass in der Gruppe ideologische und strategische Differenzen zu Gunsten der Kooperation zurückgestellt wurden. Während der Verfassungsschutz zum Jahresende 2014 davon sprach, dass das Einigende der Gruppe die Militanz sei, wurde diese im später erschienenen Verfassungsschutzbericht explizit nicht mehr als zentrales Element benannt. Auf den Vorwurf der Militanz reagierte die Gruppe ihrerseits mit einem offenen Brief, in dem es hieß: „Nein, es ist nicht die Militanz, die uns eint, uns eint die einfache Erkenntnis, dass die Verhältnisse, so wie sie sind, nicht gut sind. Dass es so wie es ist, schlecht ist und dass es so wie es ist, abgeschafft gehört.“
Im Bereich des Antifaschismus beteiligte sich die Gruppe an Demonstrationen und Aktionen gegen neonazistische Aktivitäten. Bei der Demonstration in Gedenken an den ermordeten Hausbesetzer Silvio Meier trat die RLB 2014 erstmals in Erscheinung. Hinsichtlich „sozialer Kämpfe“ wurde die Forderung nach einem Sozialen Zentrum unterstützt sowie zu Protesten gegen die G7 und zum 1. Mai in Kreuzberg aufgerufen.
Laut einem Veranstaltungsbericht der Tageszeitung Junge Welt nahm Marcus Staiger als Vertreter bzw. Mitglied der Radikalen Linke Berlin 2016 an einer Podiumsdiskussion teil.